# Mercedes-Benz Sprinter
Mercedes-Benz Sprinter är en serie nytto- och transportfordon, som tillverkas sedan 1995 då den ersatte en föråldrad Mercedes-Benz T1 (tillverkad från april 1977). Den tillverkas för Europamarknaden och världsmarknaden sedan 2001. Den heter även Freightliner och under 2003 Dodge Sprinter.

## Bakgrund
Över 1,3 miljoner enheter av den första generationen har tillverkats. Modellen har genom åren tillverkats i Düsseldorf (alla modeller till 2006, endast skåpbilar och minibussar efteråt), Ludwigsfelde (från 2006; endast flakbilar och chassibilar), Vietnam, Kina och Argentina.
Från 1998 gjordes även allhjulsdrift till bilen. Mercedes-Benz har fått priset "International Van of the Year 1995"
för Sprinter.

## Första generationen

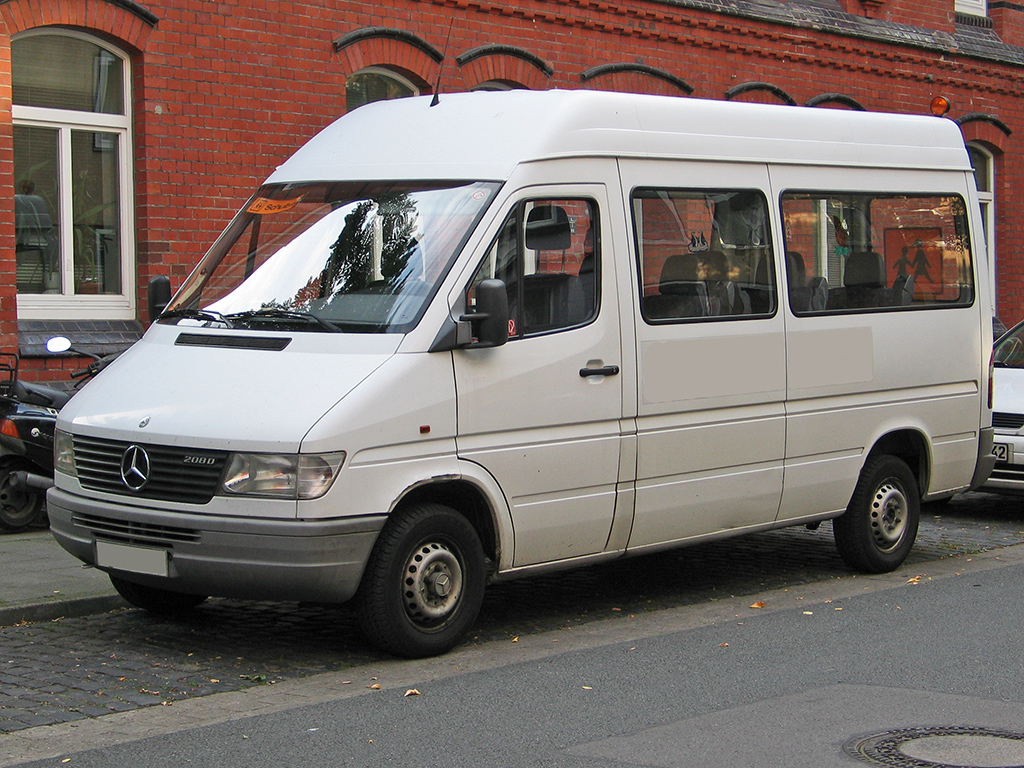
Mercedes-Benz Sprinter kombi årsmodell 1995 till 2000

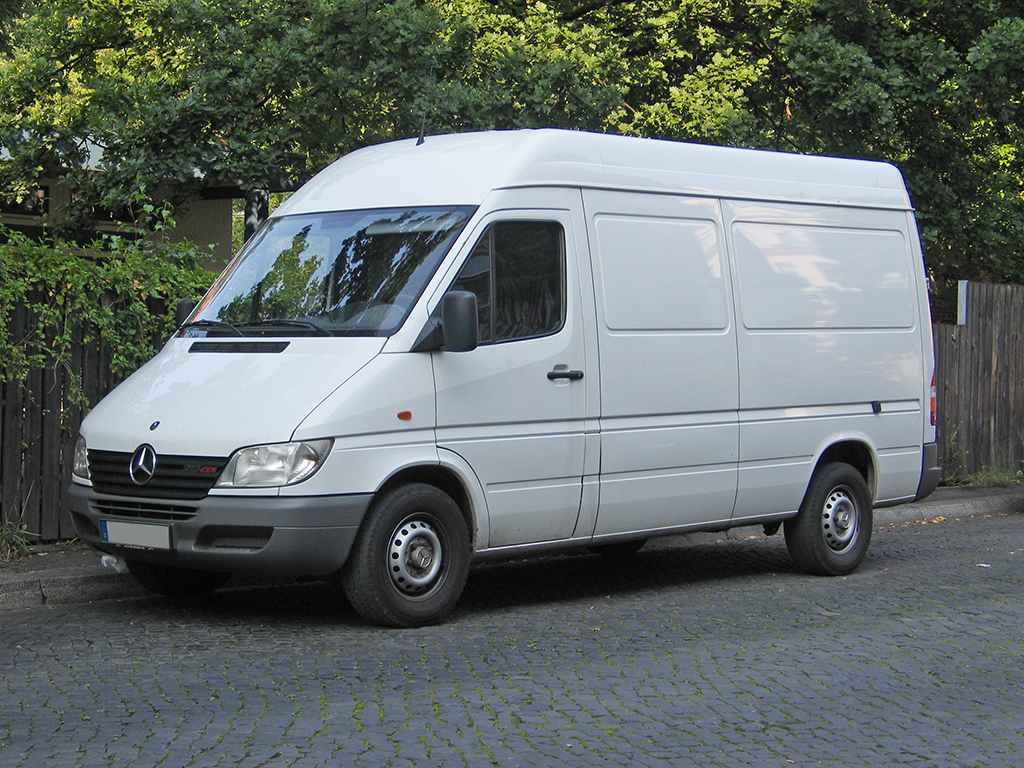
Mercedes-Benz Sprinter skåpbil årsmodell 2000 till 2002

- Typnummer W901, W902, W903, W904 (totalvikt från 2,59 till 4,6 t): produktionsår 1995–2006; chassibil Sprinter 616 CDI (totalvikt 6 t, 156 hk dieselmotor; W905) - från 2001 till 2006
- År 2000 - nya dieselmotorer och ansiktslyft, följande ansiktslyftning år 2002/2003
- Volkswagen LT som tillverkats från 1996 och Mercedes Sprinter i är syskonbilar i ett joint-venture mellan tillverkarna (badge engineering). Tydligen så delade de "body-shell", medan tillverkarna levererade bilarna med sina egna drivlinor och chassiuppsättningar.

Mått
| Axelavstånd | Lastvolym (förhöjt tak) | Lastlängd | Längd   | Vänddiameter |
| ----------- | ----------------------- | --------- | ------- | ------------ |
| 3000 mm     | 7 m³ (8,1 m³)           | 2515 mm   | 4890 mm | 11,2 m       |
| 3550 mm     | 9,1 m³ (10,4 m³)        | 3265 mm   | 5640 mm | 12,8 m       |
| 4025 mm     | (13,4 m³)               | 4215 mm   | 6590 mm | 14,3 m       |

Bredd, utan speglar 1933 mm, höjd i olastat tillstånd. 2365 mm (2590 mm med förhöjt tak), lasthöjd 1630 mm (1860 mm).
Motorer (1995-2000)
| Motor                            | Cylindervolym | Nominell effekt                    | Max. vridmoment                 |
| -------------------------------- | ------------- | ---------------------------------- | ------------------------------- |
| 2.3 D R4 OM 601: 208D 308D 408D  | 2299 ccm      | 79 hk (58 kW) vid 3 800 varv/min   | 152 Nm vid 2300 - 3000 varv/min |
| 2.9 TD R5 OM 602: 210D 310D 410D | 2874 ccm      | 102 hk (75 kW) vid 3 400 varv/min  | 220 Nm vid 2 000 varv/min       |
| 2.9 TD R5 OM 602: 212D 312D 412D | 2874 ccm      | 122 hk (90 kW) vid 3 800 varv/min  | 280 Nm vid 2000 - 2300 varv/min |
| 2.3 E R4 M 111: 214 314 414      | 2295 ccm      | 143 hk (105 kW) vid 5 000 varv/min | 210 Nm vid 4 000 varv/min       |

Motorer (2000-2006)
| Motor: placering och antal cylindrar; Typ och modeller | Cylindervolym | Nominell effekt                    | Max. vridmoment                 | Blandad bränsleförbrukning för 3,5 t version |
| ------------------------------------------------------ | ------------- | ---------------------------------- | ------------------------------- | -------------------------------------------- |
| 2.2 CDI R4 OM 611: 208 CDI 308 CDI 408 CDI             | 2148 ccm      | 82 hk (60 kW) vid 3 800 varv/min   | 200 Nm vid 1400 - 2600 varv/min | 9,6 l/100 km                                 |
| 2.2 CDI R4 OM 611: 211 CDI 311 CDI 411 CDI             | 2148 ccm      | 109 hk (80 kW) vid 3 800 varv/min  | 270 Nm vid 1400 - 2400 varv/min | 8,6 l/100 km                                 |
| 2.2 CDI R4 OM 611: 213 CDI 313 CDI 413 CDI             | 2148 ccm      | 129 hk (95 kW) vid 3 800 varv/min  | 300 Nm vid 1600 - 2600 varv/min | 8,1 l/100 km                                 |
| 2.7 CDI R5 OM 612: 216 CDI 316 CDI 416 CDI 616 CDI     | 2685 ccm      | 156 hk (115 kW) vid 3 800 varv/min | 330 Nm vid 1400 - 2400 varv/min | 8,7 l/100 km                                 |
| 2.3 E R4 M 111: 214 314 414                            | 2295 ccm      | 143 hk (105 kW) vid 5 000 varv/min | 215 Nm vid 3200 - 4700 varv/min | 12,6 l/100 km                                |

Cylinderdiameter i bensinmotorer 90,9 mm; slaglängd 88,4 mm.

Cylinderdiameter i dieselmotorer (inte CDI) 89 mm; slaglängd 92,4 mm; motor 2.9 TD tillverkades med extra cylinder.

Cylinderdiameter i CDI-motorer 88 mm, slaglängd 88,4 mm; motor 2.7 CDI tillverkades med extra cylinder.

## Andra generationen

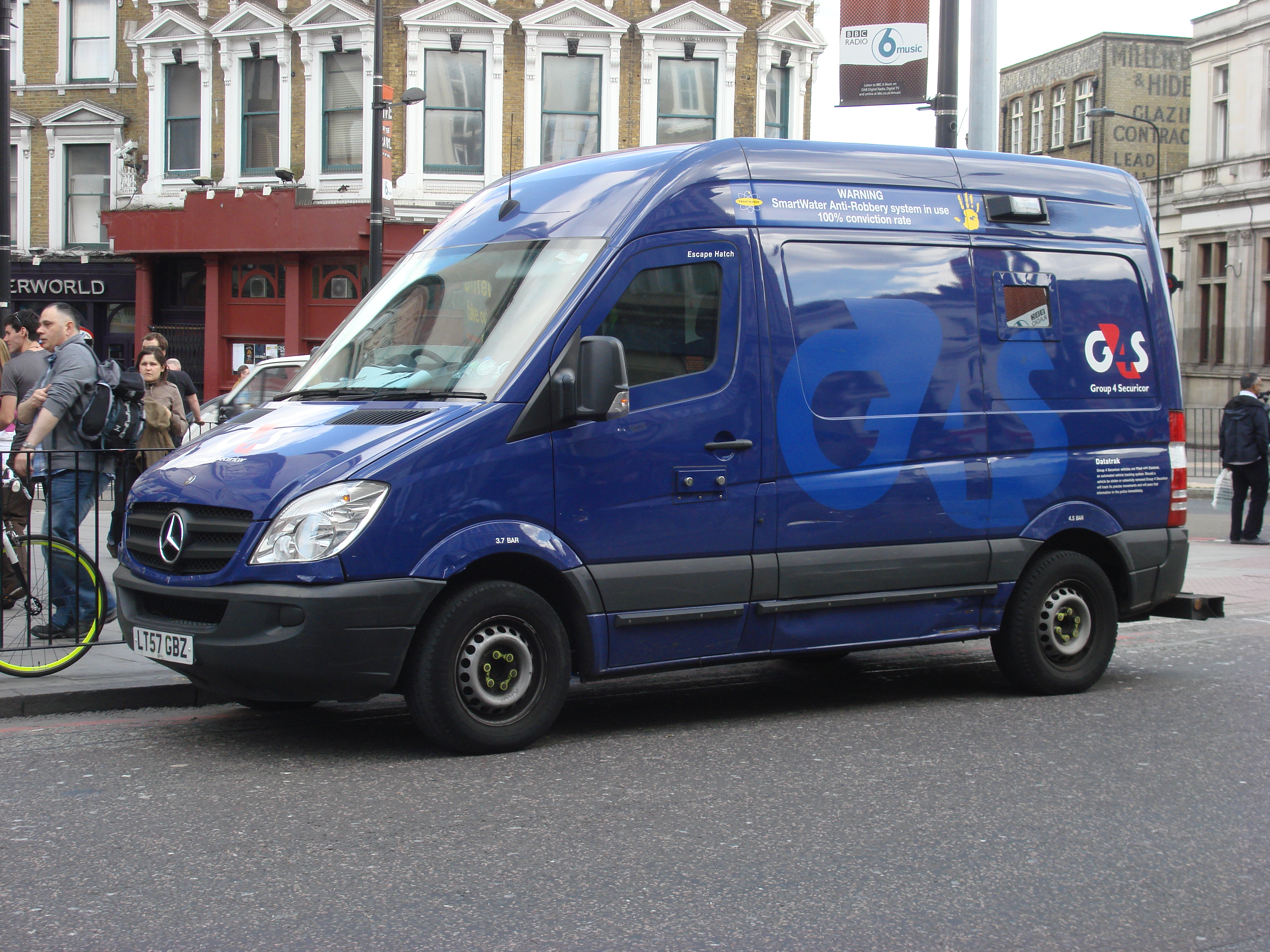
Mercedes-Benz Sprinter skåpbil från årsmodell 2006

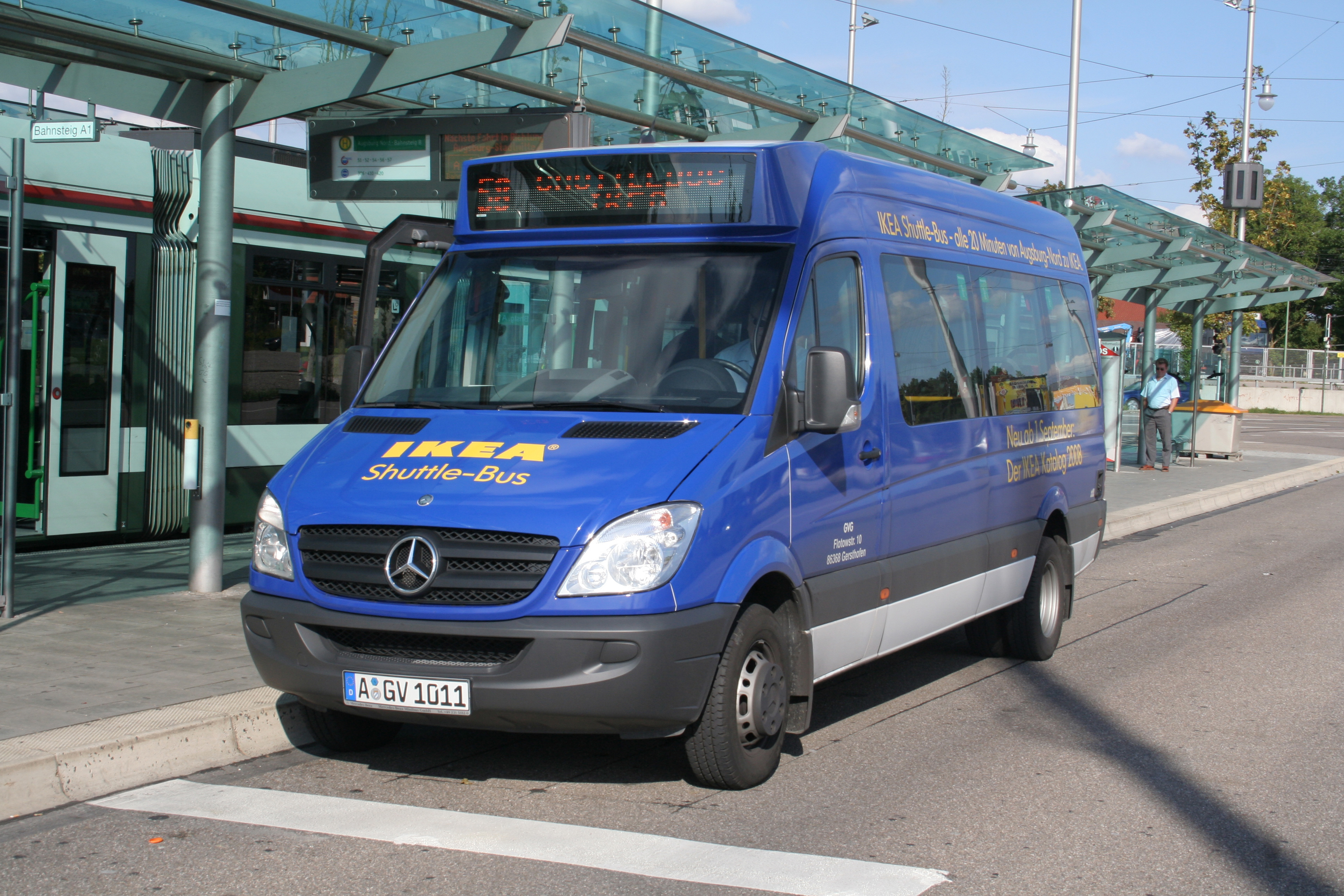
IKEA Shuttle-Bus Mercedes-Benz Sprinter i Augsburg

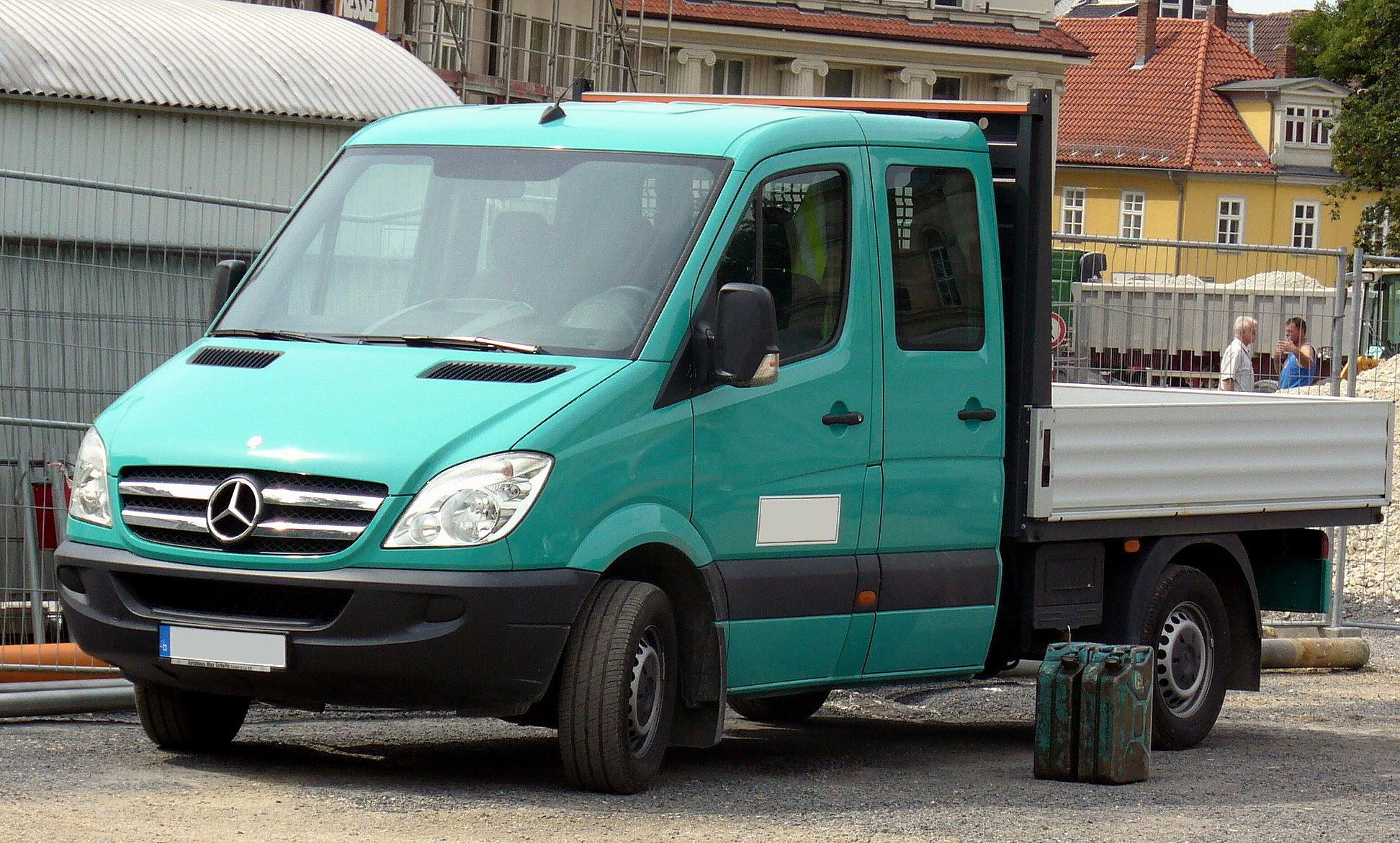
Mercedes-Benz Sprinter flakbil (dubbelhytt) med kromad kylargrill (extrautrustning)

- Typnummer W906 (alla viktvarianter 2,59-5 t, NCV 3 - New Concept Van): produktionsår från april 2006
- I Tyskland producerad med systerbil Volkswagen Crafter.

Mått
| Axelavstånd | Lastvolym (förhöjt / extra förhöjt tak) | Lastlängd | Längd   | Vänddiameter |
| ----------- | --------------------------------------- | --------- | ------- | ------------ |
| 3250 mm     | 7.5 m³ (8,5 m³)                         | 2600 mm   | 5245 mm | 12,3 m       |
| 3665 mm     | 9,0 m³ (10,5 m³ / 11,5 m³)              | 3265 mm   | 5910 mm | 13,6 m       |
| 4325 mm     | (14 m³ / 15,5 m³)                       | 4300 mm   | 6940 mm | 15,6 m       |
| 4325 mm     | (15,5 m³ / 17 m³)                       | 4700 mm   | 7345 mm | 15,6 m       |

Bredd, utan speglar 1993 mm, höjd i olastat tillstånd 2435 mm (2725 mm med förhöjt, 3050 med extra förhöjt tak), lasthöjd 1650 mm (1940 mm rel. 2140 mm).
Motorer från 2006 till maj 2009
| Motor: placering och antal cylindrar; Typ och modeller | Cylindervolym | Nominell effekt                    | Max. vridmoment                 |
| ------------------------------------------------------ | ------------- | ---------------------------------- | ------------------------------- |
| 2.2 CDI R4 OM 646: 209 CDI 309 CDI 409 CDI 509 CDI     | 2148 ccm      | 88 hk (65 kW) vid 3 800 varv/min   | 220 Nm vid 1600 - 2600 varv/min |
| 2.2 CDI R4 OM 646: 211 CDI 311 CDI 411 CDI 511 CDI     | 2148 ccm      | 109 hk (80 kW) vid 3 800 varv/min  | 280 Nm vid 1600 - 2400 varv/min |
| 2.2 CDI R4 OM 646: 213 CDI 313 CDI                     | 2148 ccm      | 129 KM (95 kW) vid 3 800 varv/min  | 305 Nm vid 1200 - 2400 varv/min |
| 2.2 CDI R4 OM 646: 215 CDI 315 CDI 415 CDI 515 CDI     | 2148 ccm      | 150 hk (110 kW) vid 3 800 varv/min | 330 Nm vid 1800 - 2400 varv/min |
| 3.0 CDI V6 OM 642: 218 CDI 318 CDI 418 CDI 518 CDI     | 2987 ccm      | 184 hk (135 kW) vid 3 800 varv/min | 400 Nm vid 1600 - 2600 varv/min |
| 3.5 E V6 M 272 E 35: 224 324 424 524                   | 3498 ccm      | 258 hk (190 kW) vid 5 900 varv/min | 210 Nm vid 2500 - 5000 varv/min |

Euro 5 Motorer från maj 2009
| Motor: placering och antal cylindrar; Typ och modeller | Cylindervolym | Nominell effekt                    | Max. vridmoment                 |
| ------------------------------------------------------ | ------------- | ---------------------------------- | ------------------------------- |
| 2.2 CDI R4 OM 651: 210 CDI 310 CDI 510 CDI             | 2143 ccm      | 95 hk (70 kW) vid 3 800 varv/min   | 250 Nm vid 1400 - 2400 varv/min |
| 2.2 CDI R4 OM 651: 213 CDI 313 CDI 413 CDI 513 CDI     | 2143 ccm      | 129 KM (95 kW) vid 3 800 varv/min  | 305 Nm vid 1200 - 2400 varv/min |
| 2.2 CDI R4 OM 651: 215 CDI 315 CDI 415 CDI 515 CDI     | 2143 ccm      | 163 hk (120 kW) vid 3 800 varv/min | 360 Nm vid 1400 - 2400 varv/min |
| 3.0 CDI V6 OM 642: 219 CDI 319 CDI 419 CDI 519 CDI     | 2987 ccm      | 190 hk (140 kW) vid 3 800 varv/min | 440 Nm vid 1600 - 2600 varv/min |
| 3.5 E V6 M 272 E 35: 224 324 424 524                   | 3498 ccm      | 258 hk (190 kW) vid 5 900 varv/min | 210 Nm vid 2500 - 5000 varv/min |

## Användning i svenska Försvarsmakten

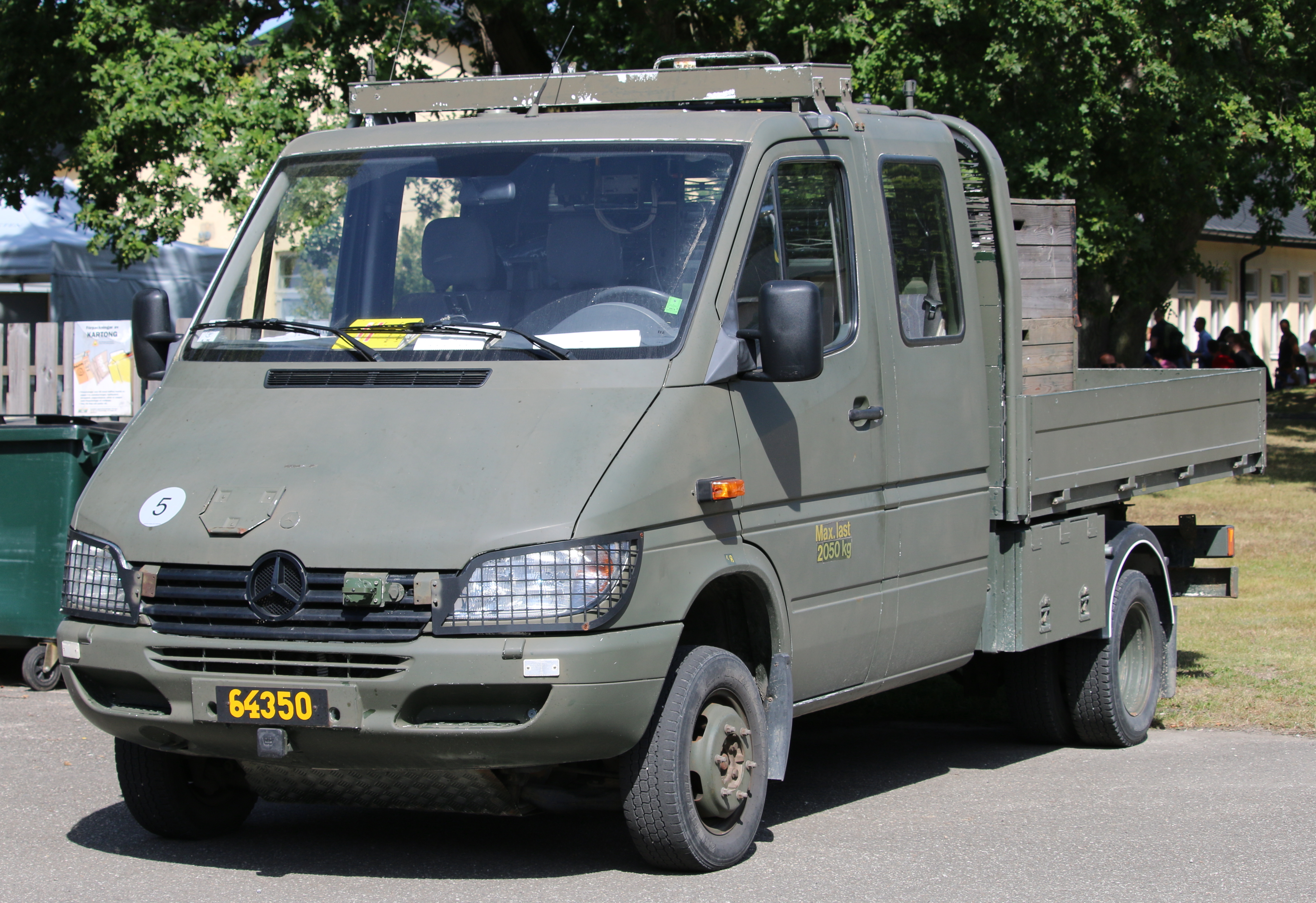
Mercedes-Benz Sprinter flakbil (dubbelhytt) militäranpassad till Flaklastbil 2

### Personterrängbil 5 Kombi
Personterrängbil 5 Kombi (PTGB5KO) är en i grunden civil Mercedes Sprinter 313 CDI vilken modifierades och anpassades till militärmål. Fordonet försågs även med gevärsställ, extraljus, winchfäste Radio 180 med DART 380. Fordonet ingick i ett större paket av fordon till den omriktning som gjordes av Försvarsmakten i början av 2000-talet för att verka internationellt. I paketet ingick 228 så kallade Personterrängbil 5 Kombi, vilka levererades till Försvarsmakten den 24 oktober 2001 (FN-dagen). Överlämningen av fordonen gjordes vid Almnäs garnison. Från 2013 ersattes fordonet av Personbil 8.

### Flaklastbil2
Flaklastbil 2 (Flb 2) är en i grunden civil Mercedes Sprinter 323 CDI med dubbelhytt och flak, vilken modifierades och anpassades till militärmål genom att stötdämparna höjdes, försågs med fyrhjulsdrift, bak diffspärr och samt försågs med en terrängväxellåda. Fordonet försågs även med gevärsställ, extraljus, winchfäste Radio 180 med DART 380. Fordonet ingick i ett större paket av fordon till den omriktning som gjordes av Försvarsmakten i början av 2000-talet för att verka internationellt. I paketet ingick 40 så kallade Flaklastbil 2, vilka levererades till Försvarsmakten den 24 oktober 2001 (FN-dagen). Överlämningen av fordonen gjordes vid Almnäs garnison.